# EMG
EMG, Inc. («Electro-Magnetic Generator») — американская компания, образованная в 1976 году, производит звукосниматели для гитар. Расположена в Санта-Роза (Калифорния).
Вначале компания называлась «Dirtywork Studios», в 1978 году была переименована в «Overlend», а нынешнее название получила в 1983 году. Тем не менее, датчики компании всегда назывались EMG Pickups.

## История
История звукоснимателей EMG началась в 1974 году, в гараже своих родителей, строя различные электронные устройства и восстанавливая усилители. Я уже занимался датчиками с 1969 года, но нашёл время «для бизнеса» только несколько лет спустя. Мы получили нашу первую деловую лицензию под названием Dirtywork Studios в апреле 1976.
В 1978, мы поменяли имя на Overlend, потому что мы превысили кредит, да и звучало оно лучше. В 1983 мы стали EMG Inc. Через все изменения названий компании, звукосниматели всегда были известны как EMG, что означает Electro-Magnetic Generator (электромагнитный Генератор)
— Rob Turner, основатель и президент компании EMG Inc

## О компании
Продукция компании EMG в течение многих лет является одной из самых популярных среди активных звукоснимателей для гитар. Этими звукоснимателями комплектуются многие модели гитар таких производителей, как ESP и Jackson Guitars. В отличие от пассивных звукоснимателей, инженеры компании EMG при производстве своих активных звукоснимателей катушки звукоснимателей сделали низкоомными, снабдив довольно слабыми магнитами, а часть усилителя перенесли в корпус гитары, обеспечив их питанием от батарейки 9 В. Активные звукосниматели особенно нравятся гитаристам, играющим в жанрах хэви-метал и тяжелее. Помимо активных звукоснимателей выпускаются также и пассивные звукосниматели, линейка EMG HZ. Но они имеют гораздо меньшую популярность нежели линейка активных звукоснимателей.
В дополнение к звукоснимателям EMG Inc также выпускают гитарные/басовые принадлежности, главным образом для того, чтобы изменять частотные настройки (EQ), разработанные для работы с датчиками EMG. Активными эквалайзерами EMG EQ компания Schecter оснащает почти все свои бас гитары.
Датчики EMG не требуют сильного магнитного потока для того, чтобы получить мощный выходной сигнал, так как в них используется слабые магнитные поля, так называемая технология Lo-Flux, обеспечивающая натуральный звук с хорошим сустейном. Эти звукосниматели являются завершённым изделием и устанавливаются на гитару любого типа.
Эндорсерами компании EMG являются или являлись такие гитаристы как: Джеймс Рут (Slipknot), Зак Вайлд (Ozzy Osbourne / Black Label Society), Джеймс Хэтфилд и Кирк Ли Хэмметт (Metallica), Керри Кинг и Джефф Ханнеман (Slayer), Алекси Лайхо (Children of Bodom), Макс Кавалера (Soulfly / Sepultura), Джордж Харрисон (The Beatles), David Gilmour, Рихард Круспе (Rammstein) и многие другие.

## Продукция компании EMG

### Активные звукосниматели для электрогитар
- Humbucking Active EMG-81, EMG-85, EMG-60, EMG-60A, EMG-89, EMG-91, EMG-H, EMG-HA, JR "DAEMONUM" SET, EMG-ZW, EMG-KFK, EMG-JH SET.
- 7-String Models EMG-707, EMG-81-7.
- 8-String Models EMG-808.
- P-90 Active Models EMG-P81, EMG-P85, EMG-P60, EMG-P60A.
- Strat Replacement EMG-SA, EMG-SA Set, EMG-S, EMG-S Set, EMG-SV, EMG-SV Set, EMG-SAV, EMG-SAV Set, EMG-SA/SA/81, EMG-S/S/81.
- Pro series EMG-SL20, EMG-KH21, EMG-KH20, EMG-VG20, EMG-DG20.
- Pro series custom EMG-PSC
- Tele Replacement EMG-T Set, EMG-FT, EMG-RT, EMG-TC Set, EMG-FTC, EMG-RTC,
- Custom shop EMG-58

### Пассивные звукосниматели для электрогитар
- Humbucking Passive EMG-H1 B/N, EMG LH-300, EMG-H1A B/N, EMG-H2 B/N, EMG-H2A B/N, EMG-H3, EMG-H3A, EMG-H4, EMG-H4A, EMG-Floyd Rose.
- P-90 Passive Models EMG-P91, EMG-P92.
- Single-coil Passive EMG-S1, EMG-S2, EMG-S3, EMG-S4.
- SELECT Designed by EMG EMG-SES, EMG-SEHG, EMG-SEHB, EMG-SEP, EMG-SEJ, EMG-SEPJ.

### Активные звукосниматели для бас-гитар
- P Models EMG-P, EMG-P5, EMG-P6.
- PJ Models EMG-PJ Set, EMG-P5J Set.
- J Models EMG-J Set, EMG-LJ, EMG-JV Set, EMG-LJV.
- HB Models EMG-HB.
- MM Models EMG-MMCS, EMG-MMTW.
- 4 String EMG-35P4, EMG-35J, EMG-35DC, EMG-35CS, EMG-35TW.
- 5 String EMG-35P, EMG-40P5, EMG-40J, EMG-40CS, EMG-40DC, EMG-40TW.
- 6 String EMG-40P, EMG-45P, EMG-45J, EMG-45DC, EMG-45CS, EMG-45TW.
- Custom shop EMG-J Set 3.0, EMG-MJ Set, EMG-40JV5.

### Пассивные звукосниматели для бас-гитар
- HZ Passive Bass EMG-35HZ, EMG-40HZ, EMG-45HZ, EMG-PJHZ Set, EMG-JHZ Set, EMG-LJHZ, EMG-SJHZ, EMG-PHZ, EMG-MMHZ.

### Звукосниматели и аксессуары для акустических гитар
Acoustic Pickups + Accessories EMG-ACS, EMG-Ultrajak, EMG-AS93U/AS125U, EMG-AT93/AT125, EMG-Ampjak, EMG Bouzouki.

## Известные музыканты, использующие звукосниматели EMG
- Джеймс Рут (Slipknot) — EMG-81, EMG-60, JR "DAEMONUM" SET.
- Зак Вайлд (Ozzy Osbourne / Black Label Society) — EMG-ZW.
- Кирк Хэмметт (Metallica) — EMG-KH20, EMG-KH21, EMG-81, EMG-60.
- Джеймс Хэтфилд (Metallica) — EMG-81, EMG-85, EMG-60, EMG-JH SET
- Керри Кинг (Slayer) — EMG-KFK, EMG-81, EMG-85.
- Алекси Лайхо (Children of Bodom) — EMG-H4.
- Макс Кавалера (Soulfly / Sepultura) — EMG-81, EMG-85.
- Дэвид Гилмор (Pink Floyd) — EMG-DG20, EMG-SA Set.